# Дананг
Дананг (на виетнамски: Đà Nẵng) е град в Централен Виетнам край Южнокитайско море. Той е четвъртият по големина град във Виетнам с население от 887 069 жители (2009 г.). Има пристанище и аерогара.

## География
Разположен на брега на Южнокитайско море в Централен Виетнам, на 759 km от Ханой и 960 km от Хо Ши Мин. Има пристанище и международно летище.

## История
За първи път имигранти от Индонезия се заселват, основавайки през 192 г. селището Индрапура, което по-късно става едно от кралствата на Чампа. По време на френската колонизация на Индокитай градът се нарича Туран (фр. Tourane). До 1997 г. градът е бил част от провинция Куанг Нам-Дананг, от 1 януари 1997 г. получава статут на град с централно подчинение. През ноември 2017 г. Дананг става мястото за срещата на върха на APEC.

## Климат
Дананг има мусонен и тропически климат. Температурата на въздуха е висока и варира малко през цялата година. Дъждовният сезон продължава от септември до декември, а сухият – от януари до август. Средната годишна температура е около 25,8 °C; най-високата през юни, юли и август (средно 28 – 30 °C); най-ниската през декември, януари и февруари (средно 18 – 23 °C). В района на курорта Ba Na Hills на надморска височина около 1500 m, средната температура е около 20 °C. Най-голямо количество валежи е през октомври и ноември, средно 550 – 1000 mm/месец; най-малкият през февруари, март и април, средно 28 – 50 mm/месец.

## Забележителности
Близо до града е построена една от най-дългите въжени линии в света. Уникалната транспортна система се намира в увеселителния парк Sun World Ba Na Hills, на 35 km от град Дананг. Системата се състои от 22 стълба и 94 каюти, простиращи се от основата на планината Ba Na до върха на близката планина Vong Nguyet.

## Спорт
FC Da Nang (виетнамски Đà Nẵng) е виетнамски футболен клуб, представляващ едноименния град. Играе във V-лигата.

## Побратимени градове
- Гаосюн, Тайван
- Джърси Сити, САЩ
- Дзянсу, Китай
- Иваки, Япония
- Измир, Турция
- Кавасаки, Япония
- Кагошима, Япония
- Кингдао, Китай
- Куинсланд, Австралия
- Макао, Китай
- Нюкасъл (Австралия), Австралия
- Окинава, Япония
- Оукланд (Калифорния), САЩ
- Питсбърг, САЩ
- Ривърсайд (Калифорния), САЩ
- Сан Франциско, САЩ
- Такома, САЩ
- Хайфон, Виетнам
- Шандонг, Китай
- Шидзуока, Япония
- Ярославъл, Русия